# Дуров Анатолій Леонідович
Анатолій Леонідович Дуров (26 листопада ( 8 грудня ) 1864, Москва - 7 січня 1916, Маріуполь ) - російський цирковий артист, клоун і дресирувальник. Молодший брат Володимира Леонідовича Дурова .

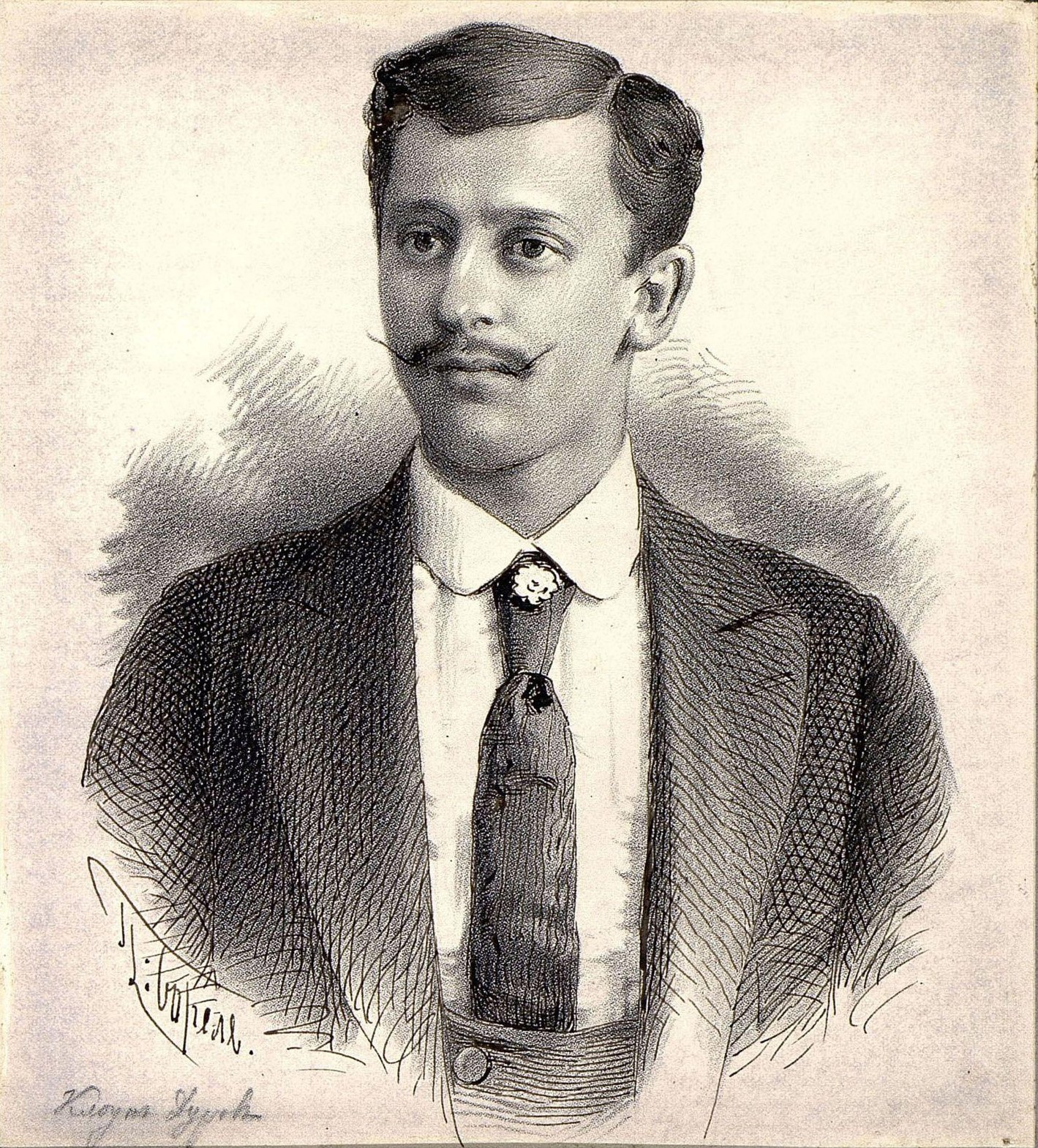
Дуров Анатолій. Клоун-ексцентрик. Рис. початку 1890-х рр.

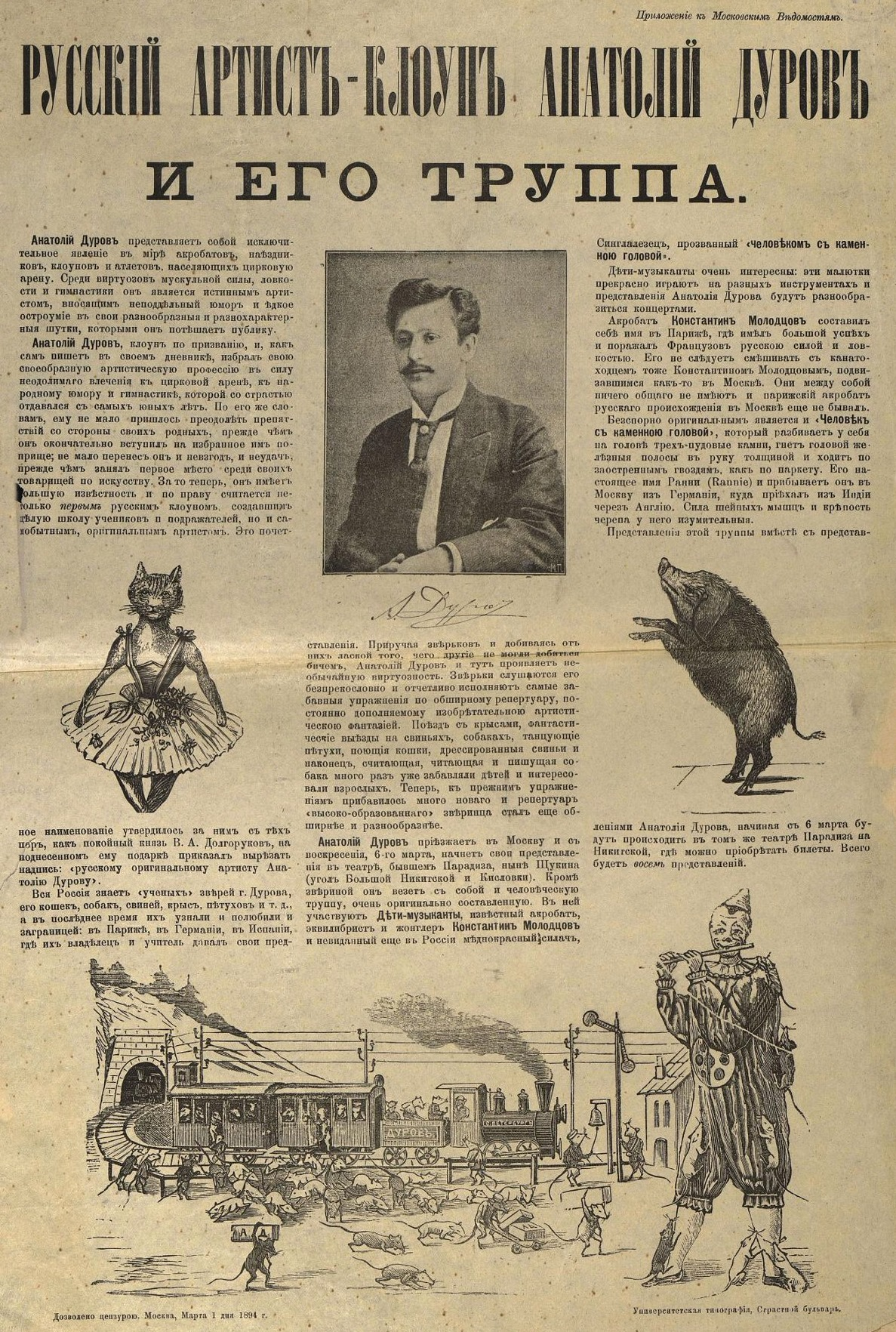
Клоун Анатолій Дуров та його трупа. Афішка 1894 року.

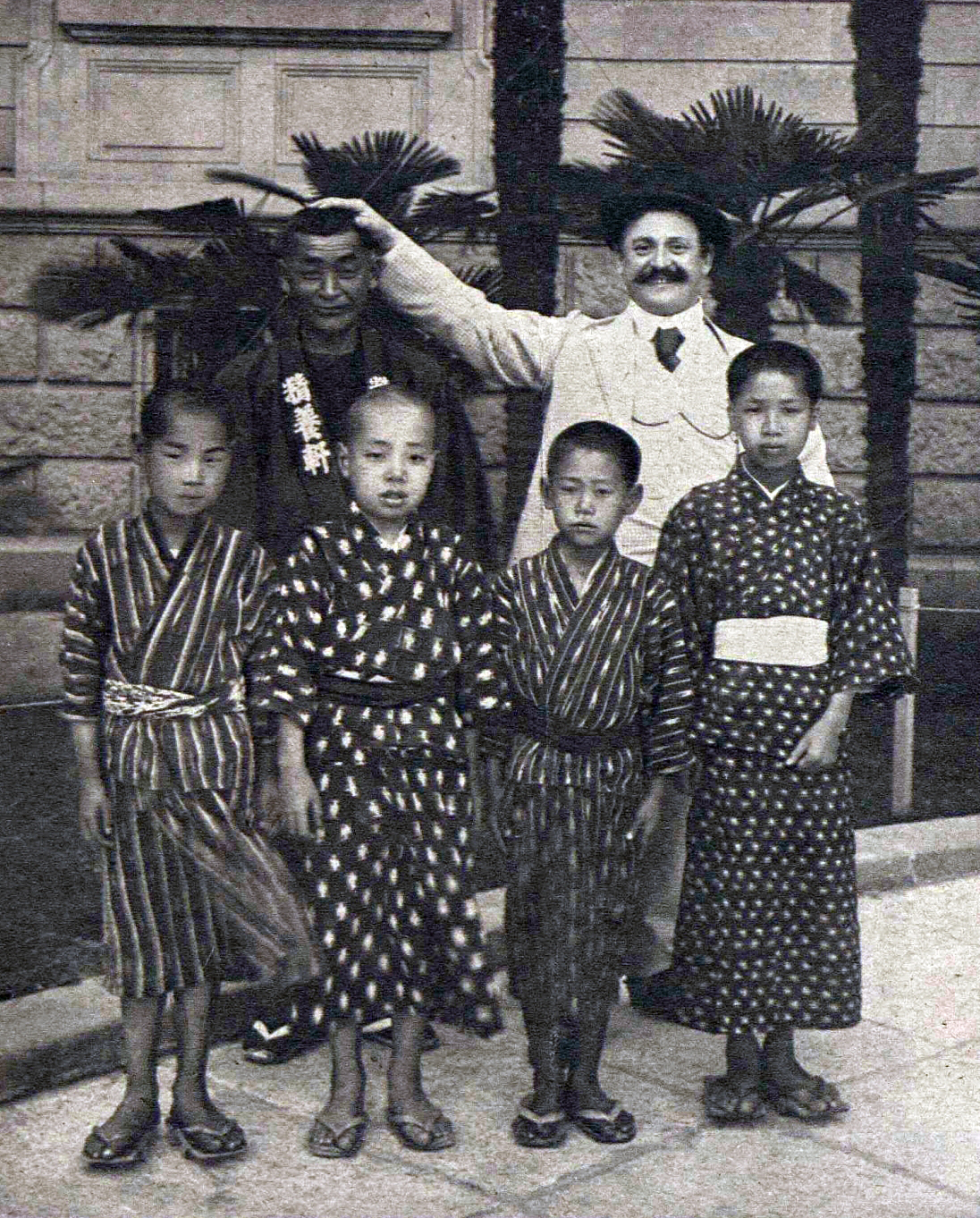
А. Л. Дуров на гастролях у Токіо, початок XX століття.

## Біографія
Дворянин за походженням, народився Анатолій Леонідович Дуров у Москві сім'ї поліцейського пристава Тверської частини. Мати померла, коли хлопцеві виповнилося 5 років: батько запив і помер. Анатолія та його брата Володимира прийняв на виховання їхній хрещений батько, адвокат Микола Захарович Захаров.
У віці 10 років визначений у перший кадетський корпус, з якого був виключений через два роки за нездатність до наук та схильність до акробатства. Був визначений у приватний пансіон.
Коли Анатолію виповнилося 16 років, він попросив хресного відпустити його до цирку, але отримав відмову. І в 1880 році Анатолій пішов з дому і вступив до балагану Вайнштока.
На арені з 1880 року як канатоходець та акробат на трапеції, згодом – клоун. Засновник циркової династії Дурових. Був одним із найпопулярніших і високооплачуваних циркових артистів у Росії.
У Парижі на його честь було викарбувано пам'ятний жетон  . Видана в Дюссельдорфі "Загальна енциклопедія циркового мистецтва" присвятила йому, єдиному російському, окрему статтю.
Він завжди виступав із тваринами. З допомогою тварин Анатолій Дуров ставив байки, сцени і навіть цілі п'єси.
Він перший із клоунів вирішив виступити без гриму, у багатому костюмі. Анатолій Дуров вперше став виступати під своїм ім'ям, а чи не псевдонімом. І вперше ім'я клоуна почали вказувати на афіші. Він безбоязно критикував чиновників, поліцейських та інших можновладців, весело виступав проти хабарництва і бюрократизму, внаслідок чого неодноразово піддавався репресіям із боку поліції і висилався з низки міст без права в'їзду до них.
В 1901році Анатолій Дуров купив на околиці Воронежа будинок і садибу і заснував у ньому музей-паноптикум, і влаштовував там екскурсії для жителів Воронежа. Дуров захоплювався малюванням, він малював на склі спеціальним способом, роблячи задній план картини на звороті скла і найближчі предмети зображуючи на передній його стороні.
В 1912році Анатолій Дуров спробував себе в ролі режисера. Картина називалася Війна XX століття, зйомки фільму проходили в садибі  . У фільмі знімалися собаки, свині, гуси, кури, індички  . Також взяв участь як актора ще у двох фільмах: мелодрама «Золото, сльози та сміх» та «Наполеон навиворіт»  . У мелодрамі Дуров зіграв роль клоуна.
У 1913 році в Москві в Політехнічному музеї він прочитав свою лекцію «Про сміх і про жерців сміху». Це були його роздуми про призначення клоунади, природу комічного.
Помер на гастролях у Маріуполі від запалення легенів . Був похований у некрополі Скорбященського монастиря . На початку 1930-х років, коли некрополь було знесено, урна з прахом артиста була передана родичам і зберігалася у майбутньому будинку-музеї у Воронежі; 1997 році похована у дворі будинку.

## Сім'я
- Брат - Володимир Дуров
- Дружина - Олена Дурова-Фаччіолі
- Син - Анатолій
  - Внучка - Тереза

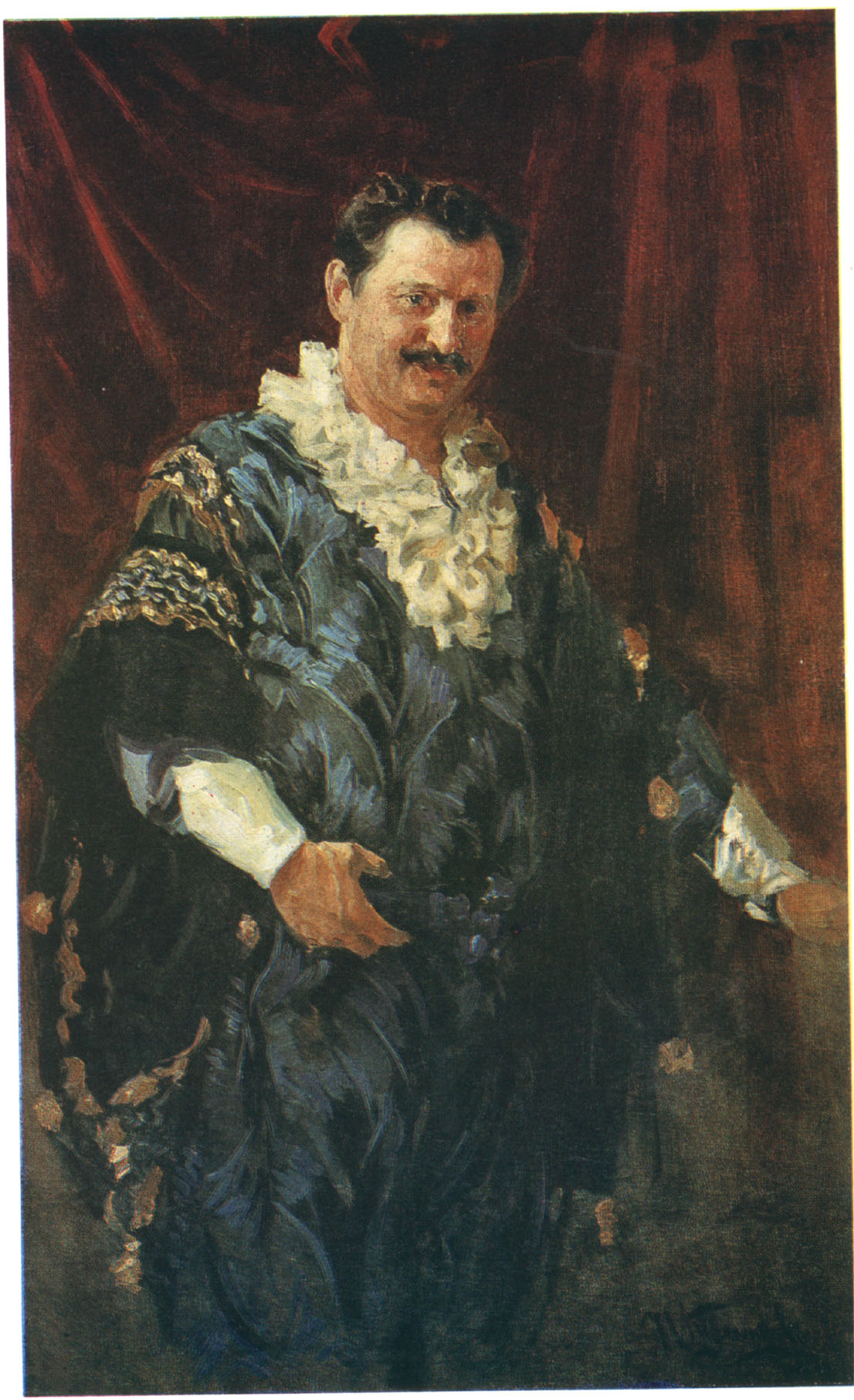
Портрет І. С. Кулікова. 1911

    - Правнучка - Дурова Тереза Ганнібалівна

## Пам'ять
У 1957 році поставлено художній фільм « Борець і клоун » про борця Івана Піддубного та клоуна-дресирувальника Анатолія Дурова.
У Воронежі знаходиться будинок-музей А. Л. Дурова . Ім'я артиста присвоєно Воронезькому державному цирку, вулиці біля будинку-музею та парку біля будівлі цирку . У 2008 році у будівлі воронезького цирку відкрито пам'ятник Анатолію Дурову (скульптор - Вано Арсенадзе).

## Література

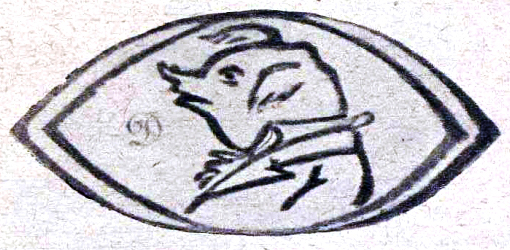
Штемпель-Герб А. Л. Дурова. Такі штемпелі він ставив на листах, зворотному боці своїх портретів тощо. п. На дверях своєї квартири він прибив картку з цим штемпелем і написом: «Свиняча пика всюди входить».